# جاموش اولن سفلی
جاموش اولن سفلی یک روستا در ایران است که در دهستان نقدی واقع شده‌است. جاموش اولن سفلی ۶۷ نفر جمعیت دارد.